# Stornubben
De Stornubben is een berg behorende bij de gemeenten Lom en Vågå in de provincie Oppland in Noorwegen. De berg, gelegen in Nationaal park Jotunheimen, heeft een hoogte van 2174 meter.
De Stornubben is onderdeel van het gebergte Jotunheimen.